# Gazte Koordinadora Sozialista
La Gazte Koordinadora Sozialista o GKS (en español «Coordinadora Juvenil Socialista») es una organización juvenil comunista vasca que forma parte del Movimiento Socialista, una organización política que nació como una escisión de la izquierda abertzale en 2019.
La primera aparición pública de la organización tuvo lugar en Vitoria, en febrero de 2019. Indicó que su objetivo es la «superación de la dominación burguesa y las distintas formas de opresión». Entre las actividades realizadas por GKS se encuentran los denominados Gazte Topagune Sozialista (en castellano «Encuentro de Jóvenes Socialistas»), que organizan conjuntamente con Ikasle Abertzaleak.
El pasado 25 de enero de 2025, organizó dos grandes manifestaciones en Bilbao y Pamplona bajo el lema "Contra la guerra y el fascismo. La juventud trabajadora a primera línea". En Bilbao, la marcha congregó a 5.000 participantes a pesar de las inclemencias meteorológicas. Durante estas manifestaciones, GKS expresó su oposición a lo que denomina "la agenda económica y política impuesta por la oligarquía occidental" y a la propagación de "ideas reaccionarias". La organización hizo un llamado a la unidad de la clase trabajadora y a la colaboración entre colectivos para enfrentar estas tendencias. Además, criticó medidas como el incremento de presupuestos militares, la militarización de fronteras y el endurecimiento de códigos penales, considerándolas parte de una agenda bélica y autoritaria.
Actualmente, la organización tiene presencia en el País Vasco, Navarra y el País Vasco francés.

## Línea política

### Análisis coyuntural
El análisis político que realiza GKS se centra en la idea de que la sociedad capitalista está atravesando una crisis estructural profunda que está afectando de manera especial a la juventud trabajadora. Sostienen que esta crisis, que se ha intensificado en los últimos años debido a eventos como la pandemia de COVID-19, ha exacerbado problemas como la precariedad laboral, el desempleo, la inflación y la polarización social.
La organización identifica tres características principales del proceso de proletarización juvenil:
1. Desempleo estructural y empobrecimiento del modo de vida: la juventud se enfrenta a altos niveles de desempleo, subempleo, contratos temporales y bajos salarios. Esto genera una vida marcada por la inestabilidad laboral y económica, que impide a los jóvenes emanciparse, adquirir una vivienda o tener un proyecto de vida estable.
2. Dominación cultural burguesa: además del impacto económico, GKS señala que la burguesía ejerce un control cultural sobre la juventud a través de la industria del entretenimiento, las redes sociales y el sistema educativo. Esta influencia fomenta la despolitización y normaliza las condiciones de vida empobrecidas, mientras promueve valores que perpetúan el sistema capitalista.
3. Supresión sistemática de derechos: la organización destaca un creciente autoritarismo vinculado a la crisis capitalista, que se manifiesta en la represión policial, la criminalización de la juventud trabajadora y la eliminación de derechos políticos. GKS denuncia que los jóvenes están siendo educados para aceptar la precariedad y la falta de derechos como algo natural.

Este análisis de la coyuntura refuerza la posición de GKS de que el capitalismo está agotado y no puede ofrecer soluciones a estos problemas. Como respuesta, la organización defiende la necesidad de construir un Estado socialista vasco en el marco de un proceso revolucionario internacional, que consideran como la única vía para superar estas condiciones de explotación y opresión que afectan a la juventud.

### Propuesta política
Su objetivo principal es la construcción de una sociedad sin clases y la superación de todos los modelos de opresión. Para lograrlo, defienden que el instrumento político necesario es la organización comunista del proletariado, que debe organizarse de manera independiente de la burguesía.
GKS se organiza en el ámbito juvenil para luchar contra las diferentes dinámicas del poder burgués y, al mismo tiempo, atraer a la juventud hacia la organización comunista. En este sentido, impulsan diversas dinámicas de acción, como campañas para denunciar los ataques contra las libertades políticas, iniciativas para fomentar la formación política de la juventud, jornadas de reflexión sobre diferentes cuestiones coyunturales y la creación de espacios adecuados para la militancia política.
Su propuesta política plantea 12 reivindicaciones concretas:
Con todo esto, su intención es contribuir desde el ámbito juvenil a la construcción del socialismo, trabajando por un Estado Socialista Vasco y extendiendo la organización comunista del proletariado a todos los niveles y sectores.

### Diferencias y críticas con la izquierda abertzale
GKS surge en respuesta a lo que perciben como un vacío en la organización política de la juventud trabajadora en Euskal Herria. Su existencia está motivada por una profunda crítica a la evolución de la izquierda abertzale oficial, de la que se distancian. Rechazan lo que consideran la institucionalización y moderación de la izquierda abertzale, acusándola de haberse apartado de la lucha de clases en favor de la gestión institucional dentro del sistema capitalista.
El punto clave de la ruptura con la izquierda abertzale radica en el enfoque estratégico. Mientras la izquierda abertzale ha optado por participar en las instituciones parlamentarias y por suavizar su discurso revolucionario, GKS defiende una postura más radical, abiertamente comunista, que rechaza las reformas y la integración en el sistema. Abogan por una lucha política independiente de la burguesía y de las instituciones del Estado, centrada en la creación de un Estado Socialista Vasco que supere las formas de opresión capitalista y las estructuras de poder burguesas.
En este sentido, consideran que la izquierda abertzale ha abandonado la causa socialista para convertirse en un gestor más dentro del sistema capitalista, lo que ha llevado a la formación de GKS como una alternativa que recupere la lucha por la emancipación proletaria.
Por parte de la izquierda abertzale, las principales críticas se han centrado en acusaciones de dogmatismo y sectarismo. Desde su perspectiva, consideran que GKS adopta una postura ideológica demasiado rígida, que se basa en un enfoque purista del marxismo, sin tener en cuenta las realidades y necesidades del contexto político actual de Euskal Herria. Asimismo, se les critica por haberse aislado de las instituciones y por rechazar las tácticas parlamentarias, acusándolos de ser poco pragmáticos en sus intentos de transformar la sociedad.
Ante esto, GKS afirma que se identifican como ortodoxos pero no dogmáticos, afirmando que su base teórica se sustenta en el marxismo como una herramienta crítica, pero que su estrategia no es estática. Rechazan el pragmatismo que les achacan y defienden su enfoque revolucionario, argumentando que las instituciones actuales están diseñadas para perpetuar el sistema capitalista y que cualquier intento de transformarlas desde dentro es ineficaz. Para ellos, su práctica revolucionaria y la construcción de una conciencia socialista entre la juventud trabajadora serán las pruebas de la validez de su proyecto político, desestimando las acusaciones de dogmatismo como malentendidos o intentos de desacreditarlos.